# Zodarion variegatum
Zodarion variegatum är en spindelart som beskrevs av Denis 1956. Zodarion variegatum ingår i släktet Zodarion och familjen Zodariidae.
Artens utbredningsområde är Marocko. Inga underarter finns listade i Catalogue of Life.